# Tarsius pumilus
Il tarsio pigmeo (Tarsius pumilus Miller & Hollister, 1921) è un primate aplorrino della famiglia dei Tarsidi.
Inizialmente classificato come specie a sé stante, venne poi relegato a sottospecie di Tarsius spectrum (T. spectrum pumilus), dal quale è assai probabile che discenda per speciazione allopatrica, e solo negli ultimi quindici anni ha riacquistato lo status di specie.

## Distribuzione
La specie è endemica dell'isola di Sulawesi, in Indonesia, dove occupa la parte centrale, in particolare le aree di foresta pluviale montana fra i 1800 ed i 2500 m, caratterizzata da vegetazione piuttosto rada e composta da poche specie principali, temperature fresche ed umidità fra l'85 ed il 100%.

## Descrizione

### Dimensioni
Misura circa 27–30 cm, di cui più della metà spettano alla lunga coda, per un peso medio di 120 g.

### Aspetto
Il pelo è lungo, denso e d'aspetto setoso: il colore è grigio-bruno o bruno-rossiccio, con una macchia chiara dietro le orecchie, che in questa specie sono molto piccole. Anche la coda è ricoperta di pelo nella parte dorsale (mentre quella ventrale è per un terzo glabra, probabilmente per la sua funzione posturale) e di colore bruno-scuro o nerastro.

Gli occhi sono, come in tutti i tarsi, grandi e fissi. Le zampe sono dotate di mani più piccole rispetto agli altri tarsi, il che indica che l'animale probabilmente tende ad utilizzarle più per la locomozione che per catturare e tenere ferme le prede.

Tutte le dita sono dotate di polpastrelli solo leggermente rigonfi ed unghie compresse lateralmente ed appuntite: questa specializzazione è stata evoluta per l'esigenza dell'animale di avere un appiglio solido mentre utilizza supporti verticali per il movimento e l'alimentazione. Unico fra le specie del proprio genere, il tarsio pigmeo presenta le radici delle unghie piantate oltre l'inizio del polpastrello, anziché dopo di esso.

## Biologia
Si tratta di animali notturni ed arboricoli: durante il giorno, riposano in cavità degli alberi o nel folto del fogliame, restando in posizione eretta con l'aiuto della coda, che viene anche puntellata contro i supporti su cui questo animale si muove in verticale. Non si costruiscono mai dei nidi. Durante il sonno, i muscoli del collo si rilassano, lasciando cadere la testa (che può essere ruotata di quasi 360°) all'indietro sulle spalle.

Nonostante tenda a muoversi lungo i rami camminando piuttosto che saltando (diventa difficile saltare con precisione nella nebbia densa del suo habitat), ciò non toglie che alla bisogna questi animali possano spiccare balzi che sfiorano i due metri di lunghezza ed il mezzo metro d'altezza.

Non sono finora mai state riportate vocalizzazioni di alcun tipo in questa specie: visto che però tutti gli appartenenti al genere utilizzano le vocalizzazioni a scopo territoriale, ci sono buone probabilità che anche T. pumilus sia territoriale e ricorra a vocalizzazioni.

### Alimentazione
Questo animale si nutre principalmente di artropodi dall'esoscheletro ricco di cheratina, che cattura spiccando salti fulminei e staccando loro la testa con un morso dato spostando in modo caratteristico la mandibola lateralmente.

## Riproduzione
Questi animali si trovano principalmente in coppie, che sono assai salde e durano solitamente 15 mesi. Solitamente le femmine portano avanti due cucciolate l'anno, una all'inizio ed una al termine della stagione delle piogge (maggio e novembre-dicembre. L'unico cucciolo nasce dopo una lunga gestazione ed è già ben sviluppato, con occhi aperti e ricoperto di pelo: già dopo un mese è in grado di saltare di ramo in ramo, mentre a un mese e mezzo può dirsi svezzato. La maturità sessuale viene raggiunta attorno all'anno d'età.
Si pensa che questi animali vivano in media attorno ai 10-12 anni.